# Leo Frank (Manager)

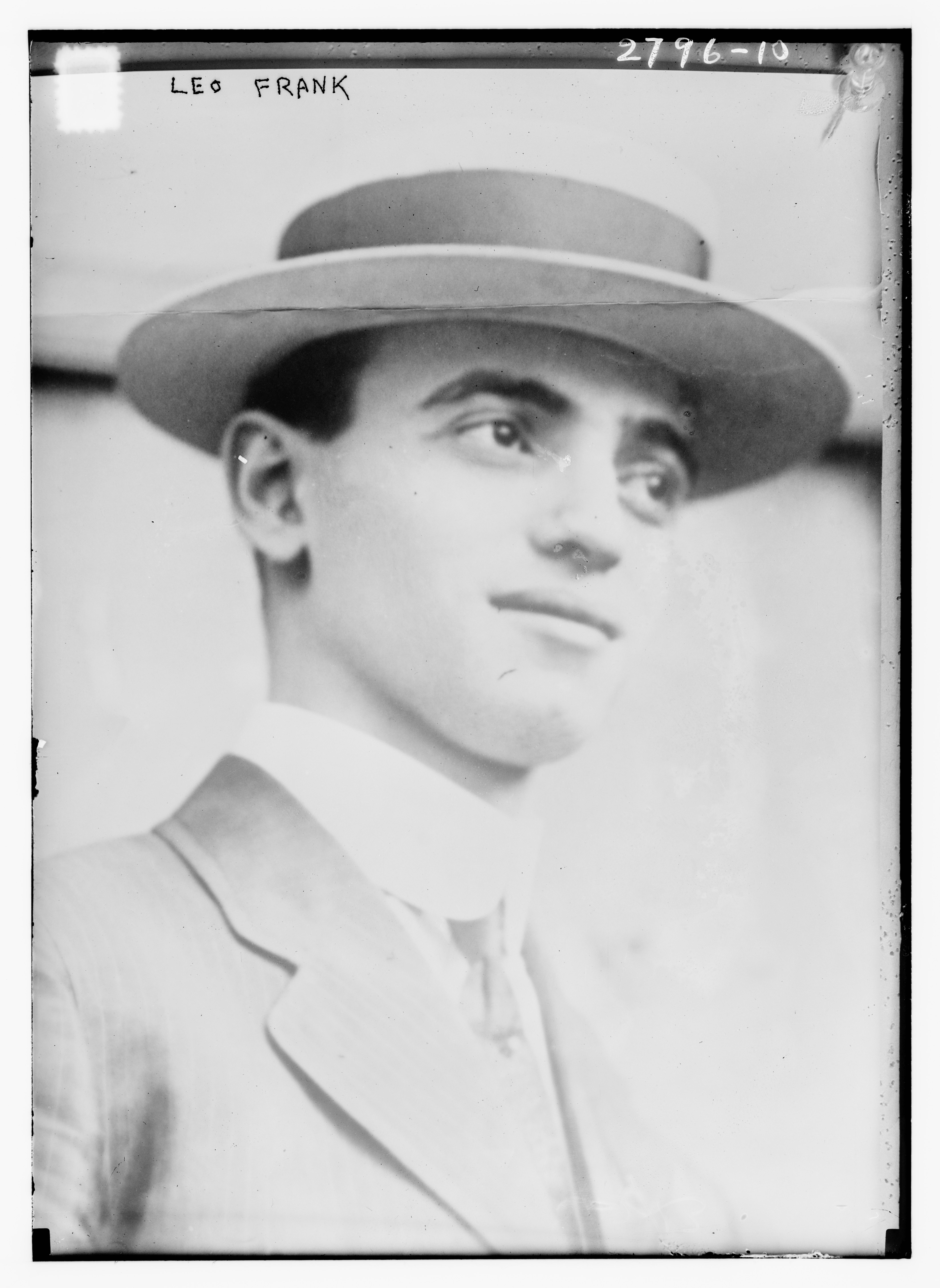
Leo Frank (1910)

Leo Max Frank (* 17. April 1884 in Cuero, Texas; † 17. August 1915 bei Marietta, Georgia) war ein US-amerikanischer Fabrikdirektor jüdischer Abstammung, der 1913 wegen des Mordes an der 13-jährigen Mary Phagan angeklagt und verurteilt wurde. Bereits 1913 führte der Fall zur Gründung der Anti-Defamation League. Franks Entführung aus dem Gefängnis und Ermordung durch einen Lynchmob bei Marietta im Jahre 1915 rückte den aufkommenden Antisemitismus in den Vereinigten Staaten in den medialen und öffentlichen Fokus.

## Hintergrund und Prozess

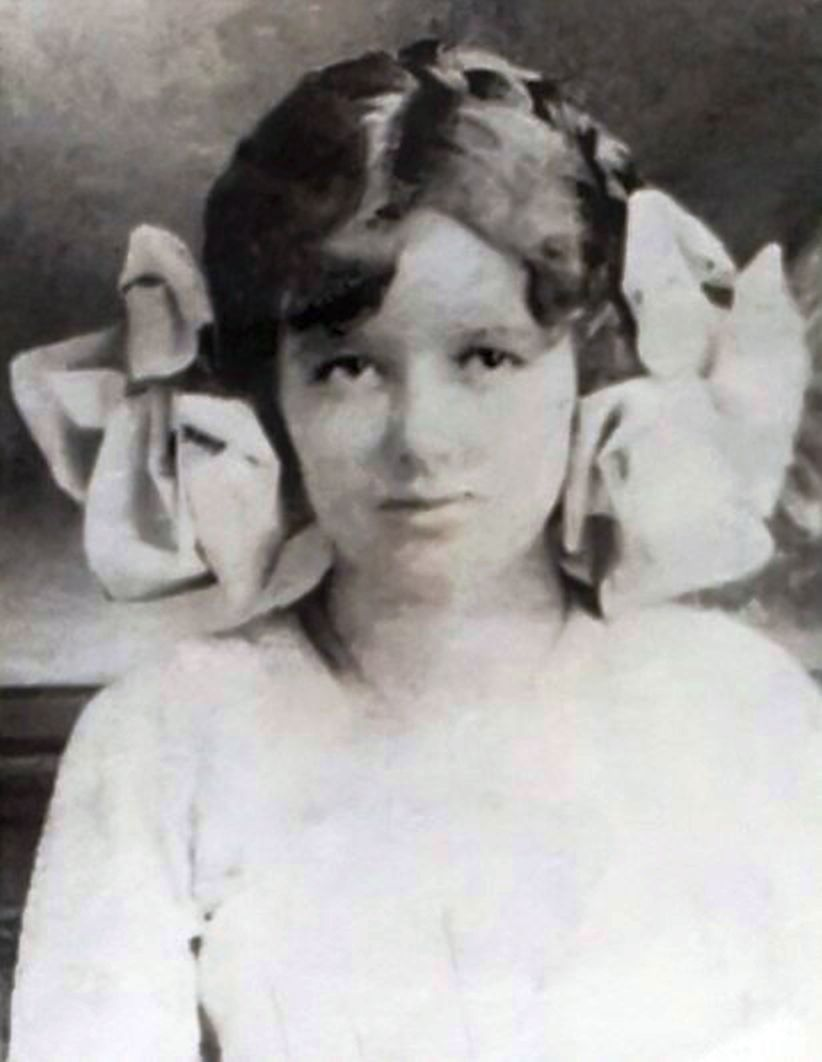
Das Mordopfer Mary Phagan.

Leo Frank war Direktor einer Bleistiftfabrik in Atlanta; die 13-jährige Mary Phagan, das Mordopfer, war seine Angestellte. Das Verfahren wurde von einer Berichterstattung begleitet, die durch ihre sensationslüsterne Darstellung, wonach es in der Fabrik auch zu Orgien und Vergewaltigungen gekommen sei, zu einer aufgeheizten Stimmung in der Bevölkerung beitrug, und wurde von Thomas E. Watson, einem einflussreichen populistischen Politiker und Publizisten, genutzt, um für die Neugründung des Ku-Klux-Klan zu werben, der Anfang der 1870er Jahre von den Bundesbehörden verboten worden war.

### Verurteilung

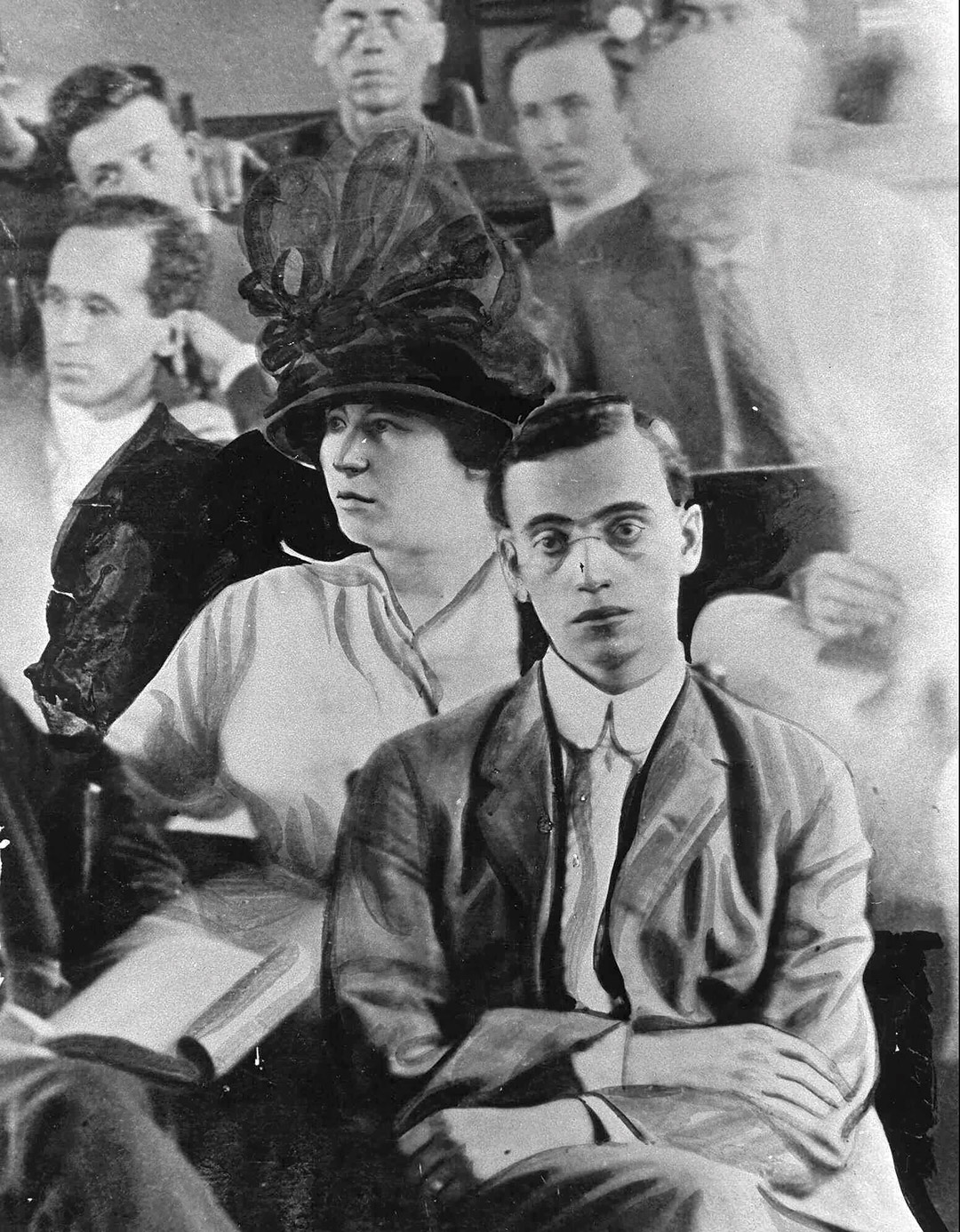
Lucille und Leo Frank während des Gerichtsverfahrens

Frank wurde vom Gericht auf Grund von Indizienbeweisen und vor allem der belastenden Aussage von James Conley, der wegen Beihilfe verurteilt wurde, wegen Mordes an Mary Phagan zum Tode verurteilt, ein Urteil, das von mehreren Autoren als eklatanter Justizirrtum bewertet wurde.
Der Historiker Albert S. Lindemann verneint jedoch, dass Antisemitismus bei der Anklageerhebung eine Rolle gespielt habe. In der Grand Jury hätten sich fünf jüdische Geschworene befunden, die von den vorgebrachten Fakten überzeugt gewesen seien. Der Ankläger Hugh M. Dorsey sei kein Antisemit gewesen, habe sich teils philosemitisch geäußert und darauf hingewiesen, dass für Juden (und Farbige wie James Conley) das gleiche Recht gelte wie für die Jury und ihn selbst. Dorsey habe sich jedoch frühzeitig auf Frank als Täter festgelegt und Conley als Zeugen aufgebaut, obwohl dieser vielfach seine Aussagen geändert und eindeutige Lügen eingestreut habe. Er habe Conley, den damaligen Vorurteilen entsprechend, als notorischen schwarzen Lügner dargestellt, der am Ende der Befragung aber (wie es das Vorurteil vorsah) schließlich zur Wahrheit gebracht werde. Auch der Vorsitzende Richter Roan sei sehr respektiert gewesen und frei von antisemitischem Gedankengut.

### Strafänderung und Lynchmord

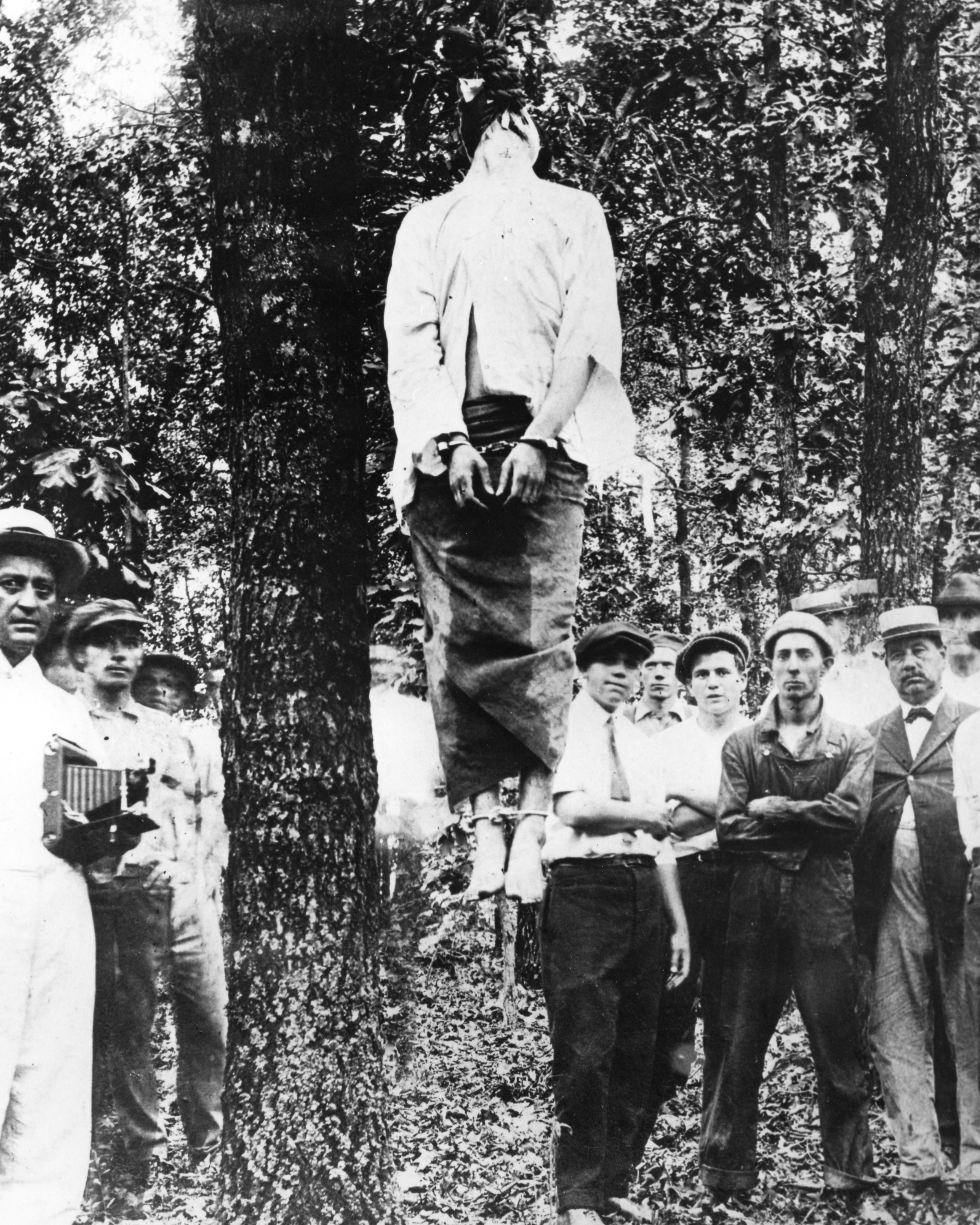
Der von einem Lynchmob gehängte Leo Frank.

Kurze Zeit nach der Verurteilung tauchten Hinweise auf, die Frank entlasteten. John Slaton, der Gouverneur von Georgia, wandelte daraufhin die Todesstrafe in lebenslange Haft um. Allerdings wurde Frank von einer Gruppe, die sich „The Knights of Mary Phagan“ (Die Ritter von Mary Phagan) nannten, verschleppt und bei Marietta durch Hängen gelyncht. Zu der Gruppe, die an dem Mord an Frank beteiligt war, gehörten der ehemalige Bürgermeister von Marietta, Eugene Herbert Clay, der Sohn des Senators Alexander S. Clay, der frühere Gouverneur Joseph Mackey Brown, mehrere Rechtsanwälte und ein Staatsanwalt.

## Postume Begnadigung
1982 wurde ein Antrag auf postume Begnadigung Franks beim Georgia State Board of Pardons and Paroles eingebracht, nachdem ein Zeuge seine fast 69 Jahre zuvor im Prozess getätigte Aussage teilweise revidiert hatte. Das Board widersprach 1983 der Begnadigung, da Akten verloren gegangen waren und eine eindeutige Unschuld Franks nicht mehr festzustellen, dies aber Grundlage für eine Begnadigung sei. Nach einem weiteren Antrag 1986 wurde Frank schließlich begnadigt, ohne die Frage der tatsächlichen Schuld zu beurteilen. Das Board berief sich stattdessen auf die damalige Unfähigkeit des Staates Georgia, Franks Person und sein Recht auf Berufung zu sichern, und das staatliche Versagen, seine Mörder zu belangen.
Die TV-Miniserie Der Fall Mary Phagan basiert auf all diesen Ereignissen.

## Musical
Das 1998 auf dem Broadway uraufgeführte Musical Parade, komponiert und getextet von Jason Robert Brown, befasst sich mit dem Fall des Leo Frank. Das Musical wurde mehrfach ausgezeichnet; unter anderem erhielt es zwei Tony Awards – für „Bestes Musicallibretto“ sowie für „Beste Originalmusik“.